# اینوسنت سیزدهم
پاپ اینوسنت سیزدهم (به انگلیسی: Innocent XIII) (تولد ۱۳ مه ۱۶۵۵ – درگذشت ۷ مارس ۱۷۲۴) یکی از پاپ‌های کلیسای کاتولیک رم بود که در ایتالیا به دنیا آمد و از ۱۷۲۱ تا ۱۷۲۴ میلادی پاپ بود.